# VTS Øresund
VTS Øresund ((engelsk) Sound Vessel Traffic Service) overvåger, vejleder og myndighedsudøver skibstrafikken i Øresund, i det operative område, kaldet SOUNDREP. I nord, fra Kullen i Sverige til lidt vest for Gilleleje og fra syd i Køge Bugt, og i en sydvendt kasse fra Stevns til et punkt vest for Trelleborg, Sound-VTS er delt op i en nordlig og en sydlig sektor, adskilt af sektorlinjen på 56 10 N, syd for Ven, Det operative område omfattede ved opstart, det indre Øresund og blev den 1. september 2011 udvidet til det nuværende operative område.
Det operative område, er etableret på grund af det smalle og komplekse farvand, som Øresund udgør, og det høje antal skibe der passerer området. VTS Øresund forholder sig helt primært til de større skibe med en tonnage på over 300 BRT tons, som er omfattet af den obligatoriske meldepligt til VTS Øresund, Skibene skal oplyse en række data, på VHF-radio, suppleret med en E-rapport. De skibe der sejler ind i den nordlige sektor skal rapportere på VHF-kanal 73, og skibe der kommer ind i den sydlige sektor kontakter VTS myndigheden på kanal 71. Kanal 68 og 79 benyttes som kanaler der dækker begge områder i tilfælde af udsendelser der berør begge områder.
VTS Øresund er fysisk placeret i Malmø i Øresundshuset på 12-14 etage og blev etableret i 2007 som et samarbejde mellem Farvandsvæsenet (senere overtaget af Forsvaret) og det svenske Sjöfartsverket, de ansatte er både danske og svenske med en skibsførereksamen og en special efteruddannelse.

## Eksterne links
- sjofartsverket.se: Sound VTS
- Forsvaret.dk: Service til skibsfarten (Vessel Traffic Service VTS) Arkiveret 6. januar 2018 hos  Wayback Machine
- retsinformation.dk: Bekendtgørelse om skibsmeldesystemet SOUNDREP og om melding ved passage af Drogden gravede rende for skibe hvis højde overstiger 35 meter

55°36′44.2″N 12°59′58.6″Ø / 55.612278°N 12.999611°Ø